# Liste der Einträge im National Register of Historic Places im Jefferson County (Texas)
Die Liste der Registered Historic Places im Jefferson County führt alle Bauwerke und historischen Stätten im texanischen Jefferson County auf, die in das National Register of Historic Places aufgenommen wurden.

## Aktuelle Einträge
| Lfd. Nr. | Name im NRHP                                     | Bild | Datum der Eintragung | Adresse/Lage                                                                                                 | Ort         | NRHP-ID  | Beschreibung |
| -------- | ------------------------------------------------ | ---- | -------------------- | --- | ----------- | -------- | ------------ |
| 1        | Beaumont Commercial District (Boundary Increase) |      | 4. März 2008         | Roughly bounded by Willow, Neches, Gilber and Main Sts.                                                      | Beaumont    | 07000892 |              |
| 2        | Beaumont Commercial District                     |      | 14. Apr. 1978        | Roughly bounded by Orleans, Bowie, Neches, Crockett, Laurel, Willow, Broadway, Pearl, Main, and Gilbert Sts. | Beaumont    | 78002959 |              |
| 3        | Beaumont Y.M.C.A.                                |      | 30. März 1979        | 934 Calder St.                                                                                               | Beaumont    | 79002985 |              |
| 4        | Eddingston Court                                 |      | 22. Okt. 2004        | 3300 Proctor St.                                                                                             | Port Arthur | 04001175 |              |
| 5        | French Home Trading Post                         |      | 15. Okt. 1970        | 2995 French Rd.                                                                                              | Beaumont    | 70000752 |              |
| 6        | Gates Memorial Library                           |      | 4. Mai 1981          | 317 Stilwell Blvd.                                                                                           | Port Arthur | 81000632 |              |
| 7        | Hinchee House                                    |      | 21. Nov. 1978        | 1814 Park St.                                                                                                | Beaumont    | 78002960 |              |
| 8        | Holmes Duke House                                |      | 4. Okt. 1984         | 694 Forrest St.                                                                                              | Beaumont    | 84000028 |              |
| 9        | Idle Hours                                       |      | 22. Mai 1978         | 1608 Orange St.                                                                                              | Beaumont    | 78002961 |              |
| 10       | Jefferson County Courthouse                      |      | 17. Juni 1982        | 1149 Pearl St.                                                                                               | Beaumont    | 82004509 |              |
| 11       | Jefferson Theater                                |      | 30. Jan. 1978        | 345 Fannin St.                                                                                               | Beaumont    | 78002962 |              |
| 12       | Lucas Gusher, Spindletop Oil Field               |      | 13. Nov. 1966        | 3 mi. S of Beaumont on Spindletop Ave.                                                                       | Beaumont    | 66000818 |              |
| 13       | Marconi Tower at Port Arthur College             |      | 5. Aug. 2008         | 1500 Procter                                                                                                 | Port Arthur | 08000756 |              |
| 14       | McFaddin House Complex                           |      | 25. Jan. 1971        | 1906 McFaddin St.                                                                                            | Beaumont    | 71000942 |              |
| 15       | Mildred Buildings                                |      | 1. Dez. 1978         | 1400 block of Calder Ave.                                                                                    | Beaumont    | 78002963 |              |
| 16       | Pompeiian Villa                                  |      | 23. Mai 1973         | 1953 Lakeshore Dr.                                                                                           | Port Arthur | 73001967 |              |
| 17       | Port Arthur Federated Women’s Clubhouse          |      | 18. Juli 1985        | 1924 Lakeshore Dr.                                                                                           | Port Arthur | 85001559 |              |
| 18       | Port Arthur-Orange Bridge                        |      | 10. Okt. 1996        | TX 87 at the Jefferson and Orange Cnty. line                                                                 | Groves      | 96001127 |              |
| 19       | Rose Hill                                        |      | 31. Okt. 1979        | 100 Woodworth Blvd.                                                                                          | Beaumont    | 79002986 |              |
| 20       | Sanders House                                    |      | 13. Dez. 1978        | 479 Pine | Beaumont    | 78002964 |              |
| 21       | US Post Office and Federal Building              |      | 12. Mai 1986         | 500 Austin Ave.                                                                                              | Port Arthur | 86001099 |              |
| 22       | Woman’s Club of Beaumont Clubhouse               |      | 16. Aug. 1994        | 575 Magnolia Ave.                                                                                            | Beaumont    | 94000983 |              |